# Tema de los optimates
El tema de los optimates (θέμα Ὀπτιμάτων, thema Optimatōn, del griego en griego: Ὀπτιμάτοι, en latín: Optimates, y este del latín Optimates, «los mejores») recibió su nombre de un cuerpo militar selecto homónimo del Imperio bizantino. A mediados del siglo VIII, los optimates se transformaron en un cuerpo de intendencia y se los asignó a un tema al noroeste de Asia Menor, que tomó su nombre. El tema subsistió hasta su conquista por los otomanos en las primeras décadas del siglo XIV.

## Historia
El cuerpo de los optimates lo fundó a finales del siglo VI (en torno al 575) el emperador Tiberio II. Según el Strategikon del emperador Mauricio, los optimates eran un regimiento selecto formado por foederati, muy probablemente de origen godo, con un cuerpo de caballería de mil a cinco mil hombres integrados en el ejército central de reserva; los mandaba por entonces un taxiarca, el único de tal título en la época. La presencia de descendientes de estos hombres —llamados gothograeci (en griego: Γοτθογραῖκοι) por el cronista Teófanes el Confesor— está comprobada en Bitinia septentrional a principios del siglo VIII. En esta época, el cuerpo contaba con dos mil hombres, una cifra que correspondía probablemente a su tamaño original.

Los themas bizantinos hacia el 750. Obsérvese el tema de los optimates junto a la capital imperial, pero en el lado asiático del Bósforo.

A mediados del siglo VI, durante el reinado de Constantino V y como parte de las medidas tomadas por este emperador con el fin de reducir las fuerzas de los generales themáticos como consecuencia de la revuelta de Artabasdo, el conde de Opsicio, se degradó al cuerpo. Separada del tema de Opsikion, la región donde se hallaban acuartelados, que comprendía la península frente a Constantinopla, ambos márgenes del golfo de Nicomedia y las tierras que se extienden hasta los márgenes del Sangarios, se estableció como tema aparte, con Nicomedia como capital. La primera mención de los Optimates como tema separado data del 774-775, pero está claro que su creación se remonta a los años posteriores al aplastamiento de la revuelta de Artabasdo. En el mismo periodo, el de Opsikion se redujo igualmente por la creación del tema de los Bucelarios.
A diferencia de los otros temas, el de los optimates no proporcionaba soldados, sino que formaba un cuerpo de cuatro mil muleros con sus animales, que era el tren (touldon) de los tagmata imperiales de Constantinopla. Este papel único le diferenciaba de los demás themas: dada la ausencia de función guerrera, los optimates no se dividían en niveles de mando intermediario (turma o drungo), un hecho puesto de manifiesto por Constantino VII Porfirogeneta, para quien era un signo de inferioridad respecto a las demás provincias. Por consiguiente, su jefe, un doméstico, ocupaba el rango más bajo de los estrategos provinciales en la jerarquía imperial. Como los demás comandantes de temas, este contaba para el desempeño de sus funciones de gobernador de la provincia con un adjunto (topoterita), de un responsable de finanzas (cartulario) y de una secretaría presidida por un prōtokankellarios.
Los selyúcidas saquearon los distritos rurales del tema después de la batalla de Manzikert, pero Nicomedia resistió y la región recuperó la seguridad durante el reinado de Alejo I Comneno, con la ayuda de la primera cruzada. Lo ocuparon luego los latinos tras la cuarta cruzada de 1204, pero Juan III Ducas Vatatzés lo restauró al recuperarlo en 1240, y subsistió hasta su conquista progresiva por los otomanos en la primera mitad del siglo XIV.